# Pseudocheilinops ataenia
Pseudocheilinops ataenia ist eine kleine Fischart aus der Familie der Lippfische, die im westlichen Pazifik von den Philippinen über Sulawesi bis Palau vorkommt.

## Merkmale
Der kleine Lippfisch erreicht eine Gesamtlänge von 4,5 bis maximal 6,5 cm, wobei Fische mit der Maximalgröße selten sind. Pseudocheilinops ataenia ist relativ hochrückig, die Gesamtlänge liegt beim 2,2- bis 2,6-fachen der Körperhöhe. Die zugespitzte Schnauze ist kurz, das Ende der Maxillare reicht nicht bis zum Auge. In beiden Kiefern befinden sich vorne 2 Paare größerer, konischer Zähne, wobei die Zähne über der Symphyse kleiner sind als die äußeren. An den Seiten von Ober- und Unterkiefer liegt jeweils eine Reihe kleiner, konischer Zähne. Die Mundwinkel sind zahnlos. Der Rand des Präoperculums ist gesägt. Die Seitenlinie ist unterbrochen mit 14 oder 15 Schuppen auf dem vorderen Abschnitt und 5 bis 7 Schuppen auf dem hinteren. Die Wangen sind beschuppt. Die Brustflossen sind groß und abgerundet, auch die Schwanzflosse ist abgerundet.
- Flossenformel: Dorsale IX/11; Anale III/9; Pectorale ii/11; Caudale 11.

Pseudocheilinops ataenia ist dunkelrot gefärbt und mit zahlreichen schwefelgelben Längsstreifen gemustert. Die Flossenstrahlen sind hell indigoblau, die Flossenmembran ist rosa. Im äußeren Bereich der Bauchflossen befindet sich ein großer, dunkler Fleck. Die Iris ist rot.

## Lebensweise
Pseudocheilinops ataenia lebt sehr versteckt in küstennahen, ruhigen, mit verzweigten Steinkorallen bewachsenen Korallenriffen. Er ernährt sich von Flohkrebsen und anderen kleinen Wirbellosen und sucht seine Nahrung oft in kleinen Gruppen an den abgestorbenen, mit Rotalgen bewachsenen unteren Bereichen der Korallen.